# Opuštěný (Star Trek: Stanice Deep Space Nine, 3. řada)
Opuštěný (v anglickém originále The Abandoned) je v pořadí šestá epizoda třetí sezóny seriálu Star Trek: Stanice Deep Space Nine.

## Příběh
Quark koupí za výhodnou cenu trosky lodi z Gamma kvadrantu, ve kterých překvapivě najde živé dítě neznámého druhu. Ujme se ho doktor Bashir a pozoruje u něj na lidské poměry neuvěřitelně rychlý vývoj; následujícího dne je z něj už osmiletý kluk. Bashir však zjišťuje, že mu v těle chybí specifický izogenický enzym, který nedokáže vyrobit a jehož nedostatek způsobuje chlapci bolesti. Mladík roste a chová se stále více nepřátelsky a násilnicky. Při útěku z ošetřovny ho zastaví Odo, ze kterého má jako jediného respekt. Podle vzhledu je jasné, že je to mladý Jem'Hadar a má geneticky zakódovanou poslušnost k Tvůrcům, za kterého považuje i Oda.
Velení Hvězdné flotily by ho samozřejmě rádo prozkoumalo, ale Odo si od komandéra Siska zajistí odklad jeho transportu a nabízí mu i jiné možnosti uplatnění, ne jen válčení. Miles O'Brien najde v troskách lodi ampule s enzymem, který mladík potřebuje. Bashir ho identifikuje jako „ketracel bílý“ a odhalí tak závislost Jem'Hadarů na něm. Snaha o převýchovu se nedaří, mladík chce utéct od lidí do Gamma kvadrantu a Oda vzít s sebou. Ten se ale k němu nechce přidat a poté, co ho vyloží, se vrací zpátky na stanici.
Paralelně s tím pozve Benjamin Jakea a jeho přítelkyni Mardah na večeři a při té příležitosti jim chce vztah rozmluvit. Komandér zjišťuje, že toho o svém synovi hodně neví. Navíc na něj Mardah udělá dobrý dojem, takže je nucen přehodnotit své názory.

## Zajímavosti
- Divák se dozví, že Jem'Hadarové jsou produktem genetického inženýrství Tvůrců. Ti je stvořili jako agresivní a násilný druh fatálně závislý na ketracelu bílém.
- Mezi tímto a následujícím dílem se odehrává pilotní dvojepizoda seriálu Star Trek: Vesmírná loď Voyager „Ochránce“, která začíná právě na stanici Deep Space Nine.